# 康定垫柳
康定垫柳（学名：Salix kangdingensis）是杨柳科柳属的植物，为中国的特有植物。分布于中国大陆的四川等地，生长于海拔3,000米的地区，见于山坡灌丛下，目前尚未由人工引种栽培。